# Minsk (letalonosilka)
Minsk (rusko Минск) je bila letalonosilka/letalonosilna križarka razreda Krečjet Sovjetske vojne mornarice.
Njen gredelj je bil položen 28. decembra 1972, splavljena je bila 30. septembra 1975, v uporabo pa je bila dana 27. septembra 1978. Postala je del Tihooceanske flote.
Med kitajsko-vietnamsko vojno leta 1979 je bila nameščena v Južnokitajskem morju in je obiskala Vietnam. Leta 1982 je bila nameščena v Indijski ocean in je ponovno opravila obisk Vietnama ter leta 1984 še enega. Upokojena je bila 30. junija 1993, leta 1995 pa je bila prodana Kitajski za muzej v Šenženu, kjer je osrednji eksponat na razstavi »Minsk World«. Od leta 2016 je na razstavi v Džiangsuju.
Letalonosilke razreda Krečjet so bile prve sovjetske letalonosilke za zrakoplove s fiksnimi krili, sicer pa so bili na njej tudi rotorski zrakoplovi – helikopterji. Poleg tega so bile oborožene tudi s protiladijskimi raketami, protiletalskimi raketami in torpedi.
Konec 60. let 20. stoletja je po prizadevanjih maršala Dmitrija Fjodoroviča Ustinova Sovjetska zveza začela s konstrukcijo nove protipodmorniške ladje z letalsko oborožitvijo. Posledično je bila 2. septembra 1968 sprejeta vladna uredba 685-251 o prekinitvi gradnje nosilk helikopterjev razreda Kondor in začetku gradnje protipodmorniške križarke projekta 1143 Krečjet z letalsko oborožitvijo. Nevski projektno-konstruktorski biro je razvil več konstrukcijskih različic ladje, od katerih je bil projekt, ki je bil najbolj kompatibilen s projektom Kondor, sprejet 30. aprila 1970.